# Grande Prêmio da Turquia de 2005
O Grande Prêmio da Turquia de 2005 foi uma corrida de Fórmula 1, que aconteceu em 21 de agosto de 2005, no Istanbul Park. Esta foi a décima quarta etapa da temporada de 2005, tendo como vencedor o finlandês Kimi Räikkönen, da McLaren-Mercedes.

## Resumo
- Os dois carros da equipe Williams-BMW saíram da corrida devido a problemas com o pneu traseiro direito - dois problemas pra cada carro.
- Michael Schumacher e Mark Webber colidiram na volta 14. Schumacher teve sua suspensão traseira danificada, porém retornou a pista após os reparos para melhorar sua posição na ordem de qualificação para a corrida seguinte. Webber teve que trocar o bico de seu carro.
- Juan Pablo Montoya estava em segundo lugar, com uma diferença confortável, até a penúltima volta quando ele freou demais após dar uma volta na Jordan de Tiago Monteiro, que vinha atrás dele e não pode evitar o contato, danificando o difusor. Na volta seguinte Montoya perdeu grip na traseira e passou reto na curva 8, perdendo a segunda posição para Fernando Alonso.
- Felipe Massa perdeu a asa dianteira e o bargeboard, após uma colisão com Nick Heidfeld na primeira curva. Depois de trocá-los, ele continuou até a volta 29 quando seu motor estourou.
- A volta mais rápida de Juan Pablo Montoya foi 2 segundos mais rápida que a pole position de seu companheiro. Normalmente a volta rápida de corrida é mais lenta que a volta de qualificação.

## Pilotos de sexta-feira
| Construtor        | Nº | Piloto            |
| ----------------- | -- | ----------------- |
| McLaren-Mercedes  | 35 | Pedro de la Rosa  |
| Sauber-Petronas   |    | n/d               |
| Red Bull-Cosworth | 37 | Vitantonio Liuzzi |
| Toyota            | 38 | Ricardo Zonta     |
| Jordan-Toyota     | 39 | Nicolas Kiesa     |
| Minardi-Cosworth  | 40 | Enrico Toccacelo  |

## Classificação da prova

### Treino classificatório
| Pos.   | Nº | Piloto               | Equipe            | Tempo     | Diferença |
| ------ | -- | -------------------- | ----------------- | --------- | --------- |
| 1      | 9  | Kimi Räikkönen       | McLaren-Mercedes  | 1:26.797  | -         |
| 2      | 6  | Giancarlo Fisichella | Renault           | 1:27.039  | + 0.242   |
| 3      | 5  | Fernando Alonso      | Renault           | 1:27.050  | + 0.253   |
| 4      | 10 | Juan Pablo Montoya   | McLaren-Mercedes  | 1:27.352  | + 0.555   |
| 5      | 16 | Jarno Trulli         | Toyota            | 1:27.501  | + 0.704   |
| 6      | 8  | Nick Heidfeld        | Williams-BMW      | 1:27.929  | + 1.132   |
| 7      | 7  | Mark Webber          | Williams-BMW      | 1:27.944  | + 1.147   |
| 8      | 12 | Felipe Massa         | Sauber-Petronas   | 1:28.419  | + 1.622   |
| 9      | 17 | Ralf Schumacher      | Toyota            | 1:28.594  | + 1.797   |
| 10     | 15 | Christian Klien      | Red Bull-Cosworth | 1:28.963  | + 2.166   |
| 11     | 2  | Rubens Barrichello   | Ferrari           | 1:29.369  | + 2.572   |
| 12     | 14 | David Coulthard      | Red Bull-Cosworth | 1:29.764  | + 2.967   |
| 13     | 3  | Jenson Button        | BAR-Honda         | 1:30.063  | + 3.266   |
| 14     | 4  | Takuma Sato          | BAR-Honda         | 1:30.175  | + 3.378   |
| 15     | 18 | Tiago Monteiro       | Jordan-Toyota     | 1:30.710  | + 3.913   |
| 16     | 21 | Christijan Albers    | Minardi-Cosworth  | 1:32.186  | + 5.389   |
| 17     | 20 | Robert Doornbos      | Minardi-Cosworth  | sem tempo | Desistiu  |
| 18     | 11 | Jacques Villeneuve   | Sauber-Petronas   | sem tempo | Rodou     |
| 19     | 19 | Narain Karthikeyan   | Jordan-Toyota     | sem tempo | Desistiu  |
| 20     | 1  | Michael Schumacher   | Ferrari           | sem tempo | Desistiu  |
| Fonte: |    |                      |                   |           |           |

- Takuma Sato foi considerado culpado de bloquear Mark Webber (Sato não teve conhecimento de Webber na pista, tal como havia sido comunicado que não teve qualquer contato de rádio com a equipe BAR Honda). O japonês foi relegado a largar no final do grid, atrás de Michael Schumacher que rodou na curva 9 e teve seu motor trocado após a qualificação.
- Narain Karthikeyan teve problema com motor.

### Corrida
| Pos.   | Nº | Piloto               | Equipe            | Voltas | Tempo/Diferença | Grid | Pontos |
| ------ | -- | -------------------- | ----------------- | ------ | --------------- | ---- | ------ |
| 1      | 9  | Kimi Räikkönen       | McLaren-Mercedes  | 58     | 1:24:34.454     | 1    | 10     |
| 2      | 5  | Fernando Alonso      | Renault           | 58     | + 18.609        | 3    | 8      |
| 3      | 10 | Juan Pablo Montoya   | McLaren-Mercedes  | 58     | + 19.635        | 4    | 6      |
| 4      | 6  | Giancarlo Fisichella | Renault           | 58     | + 37.973        | 2    | 5      |
| 5      | 3  | Jenson Button        | BAR-Honda         | 58     | + 39.304        | 13   | 4      |
| 6      | 16 | Jarno Trulli         | Toyota            | 58     | + 55.420        | 5    | 3      |
| 7      | 14 | David Coulthard      | Red Bull-Cosworth | 58     | + 1:09.292      | 12   | 2      |
| 8      | 15 | Christian Klien      | Red Bull-Cosworth | 58     | + 1:11.622      | 10   | 1      |
| 9      | 4  | Takuma Sato          | BAR-Honda         | 58     | + 1:19.987      | 20   |        |
| 10     | 2  | Rubens Barrichello   | Ferrari           | 57     | + 1 volta       | 11   |        |
| 11     | 11 | Jacques Villeneuve   | Sauber-Petronas   | 57     | + 1 volta       | 16   |        |
| 12     | 17 | Ralf Schumacher      | Toyota            | 57     | + 1 volta       | 9    |        |
| 13     | 20 | Robert Doornbos      | Minardi-Cosworth  | 55     | + 3 voltas      | 17   |        |
| 14     | 19 | Narain Karthikeyan   | Jordan-Toyota     | 55     | + 3 voltas      | 18   |        |
| 15     | 18 | Tiago Monteiro       | Jordan-Toyota     | 55     | + 3 voltas      | 14   |        |
| Ret    | 21 | Christijan Albers    | Minardi-Cosworth  | 48     | Retirado        | 15   |        |
| Ret    | 1  | Michael Schumacher   | Ferrari           | 32     | Retirado        | 19   |        |
| Ret    | 8  | Nick Heidfeld        | Williams-BMW      | 29     | Pneus           | 6    |        |
| Ret    | 12 | Felipe Massa         | Sauber-Petronas   | 28     | Motor           | 8    |        |
| Ret    | 7  | Mark Webber          | Williams-BMW      | 20     | Pneus           | 7    |        |
| Fonte: |    |                      |                   |        |                 |      |        |

## Tabela do campeonato após a corrida
| Pos.   | Piloto             | Pontos |
| ------ | ------------------ | ------ |
| 1      | Fernando Alonso    | 95     |
| 2      | Kimi Räikkönen     | 71     |
| 3      | Michael Schumacher | 55     |
| 4      | Juan Pablo Montoya | 40     |
| 5      | Jarno Trulli       | 39     |
| Fonte: |                    |        |

| Pos.   | Construtor       | Pontos |
| ------ | ---------------- | ------ |
| 1      | Renault          | 130    |
| 2      | McLaren–Mercedes | 121    |
| 3      | Ferrari          | 86     |
| 4      | Toyota           | 71     |
| 5      | Williams–BMW     | 52     |
| Fonte: |                  |        |

- Nota: Somente as primeiras cinco posições estão listadas.